# Hede kyrka, Härjedalen
Hede kyrka är en kyrkobyggnad som tillhör Hedebygdens församling i Härnösands stift. Kyrkan ligger vid södra sidan om Ljusnan i Hede, Härjedalens kommun.

## Kyrkobyggnaden
Nuvarande kyrka uppfördes 1613. Tidigare kyrka på samma plats brändes ned 1611 av svenska trupper. Första kyrkan var byggd av trä och låg på norra sidan om Ljusnan.
Åren 1770-1775 byggdes kyrkan till under ledning av byggmästare Per Olofsson i Dillne. Nuvarande långhus och sakristia tillkom då. Vapenhuset av trä i nygotisk stil uppfördes 1890. Kyrkan har vitputsade väggar och täcks av ett högt valmat säteritak som är klätt med träspån. Kyrkorummets tak har ett spegelvalv.
Söder om kyrkan finns en fristående klockstapel med lökkupol. Stapeln byggdes 1751 av dragonen Anders Kjellberg.

## Inventarier
- Orgeln är byggd 1982 av Grönlunds Orgelbyggeri. Fasaden är från 1856.

| Man I. Huvudverk    | Man II. Svällverk | Pedal        | Koppel |
| ------------------- | ----------------- | ------------ | ------ |
| Principal 8'        | Gedackt 8'        | Subbas 16'   | II/I   |
| Dubbelflöjt 8'      | Fugara 8'         | Borduna 8'   | II/P   |
| Oktava 4'           | Voix céleste 8'   | Principal 4' | I/P    |
| Flöjt 4'            | Traversflöjt 4'   | Fagott 16'   |        |
| Blockflöjt 2'       | Principal 2'      | Trumpet 4'   |        |
| Mixtur 4 chor       | Scharf 3 chor     |              |        |
| Sesquialtera 2 chor | Dulcian 16'       |              |        |
| Trumpet 8'          | Oboe 8'           |              |        |
|                     | Tremulant         |              |        |

- Altartavlan är målad av Pehr Sundin i Sunne som även har färgsatt inredningen.
- Predikstolen är tillverkad 1776 av Jöns Ljungberg och utökad 1790 av samme mästare. Tillhörande ljudtak är tillverkat 1730 av Jöns Halfvarsson-Hedin född i Hede.
- En dopängel är tillverkad 1735 av Jöns Halfvarsson-Hedin.
- En korbåge av trä med snidade blomrankor är tillverkad omkring år 1811 av Olof Ingebriktson.

## Bildgalleri

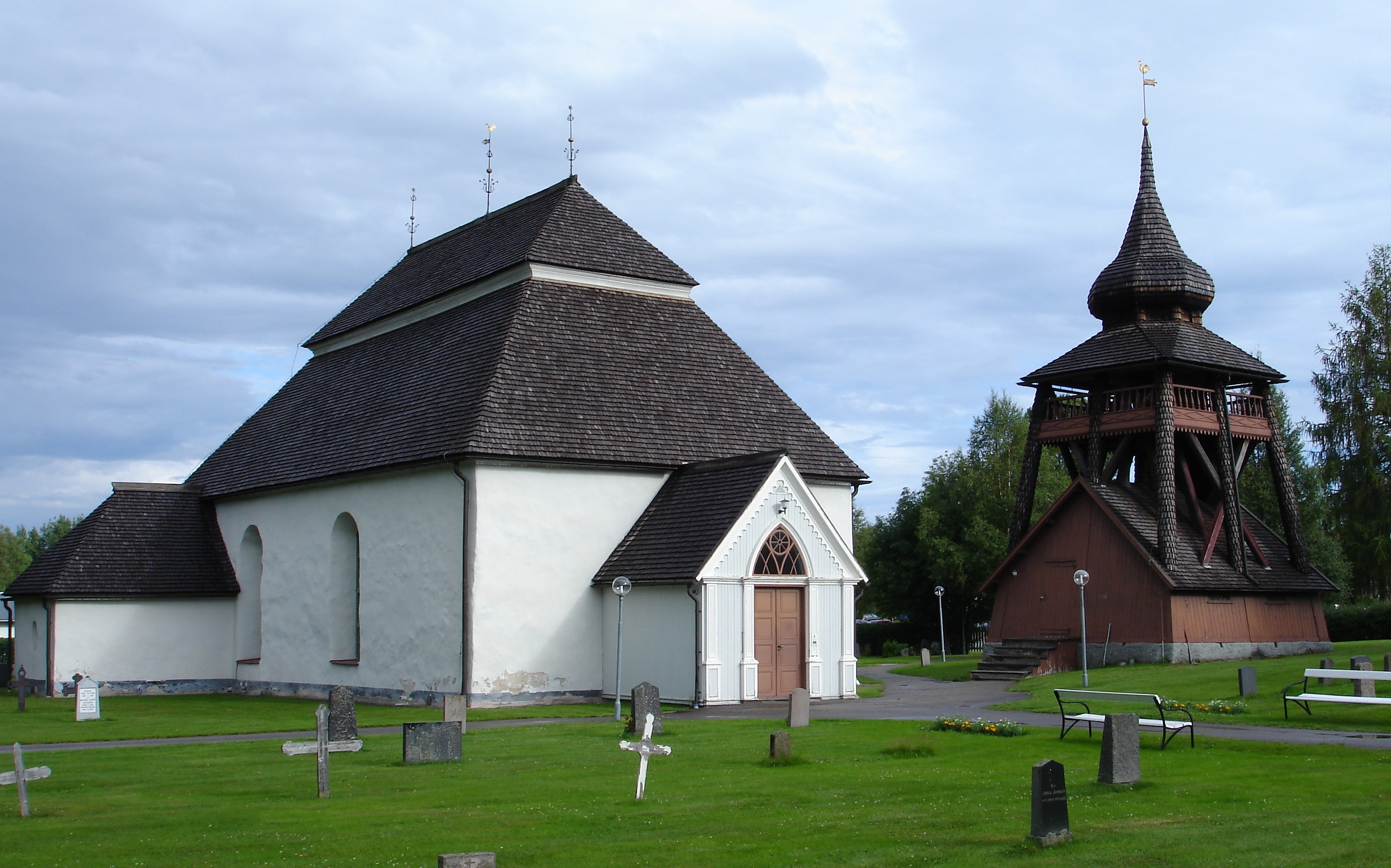
Kyrka och klockstapel

### Webbkällor
- Orgelanders
- Härnösands Stifts Herdaminne av L. Bygdén
- Wikimedia Commons har media som rör Hede kyrka, Härjedalen.